# Fidget spinner

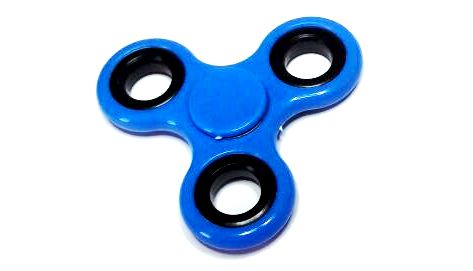
Fidget spinner

Fidget spinner, animace

Fidget spinner (anglická výslovnost [ˈfidžit ˈspinə(r)]; též finger spinner, česky prstové točítko), je druh antistresové hračky. Principiálně jde o setrvačník. V jejím středu je ocelové či keramické ložisko, díky kterému se otáčí zbytek hračky, ten může být z materiálů jako mosaz, nerezová ocel, titan, měď či plast, ale třeba i ze zlata. Byl prodáván jako hračka, která má pomáhat lidem s různými problémy jako hyperaktivitou, ADHD, autismem, úzkostí či „vrtěním“ (v angličtině „fidgeting“), ale odborníci takové tvrzení považují za fakty nepodložený marketing.
Ačkoliv tato hračka byla vynalezena již v 90. letech 20. století, začala být velmi populární až na jaře 2017, zejména na americkém trhu. Od té doby se hračka velmi rychle rozšířila do dalších zemí po celém světě. V českých médiích se boom fidget spinnerů projevil v květnu 2017,[zdroj?] s explozí jejich nabídky i klesla cena (pod 100 Kč ve výprodejích).
K začátku srpna 2017 se v Česku prodalo přes milion fidget spinnerů.

## Historie
Chemická inženýrka Catherine Hettingerová je označována za vynálezkyni fidget spinnerů. Sama však uznala, že její původní nápad nemá se současnou hračkou moc společného. V roce 1993 podala společnost Hettinger patentovou přihlášku pro „spinningovou hračku“. Hlavním cílem fidget spinners je zábava.[zdroj⁠?!] Některé kousky jsou vyráběny hlavně s důrazem na vzhled, jiné hlavně pro „fidgeting“.

## Dělení a druhy
Základní dělení
- materiál – plast, kovy
- tvar a počet výstupků – kolečko, trojúhelník, čtverec… atd.

Existuje mnoho druhů fidget spinnerů. Spinnery můžeme dělit dle materiálu. Tělo spinnerů je vyrobeno z plastu či kovu. Fidget spinnery se vyrábí v různém tvaru, nejčastější je tvar se 3 hlavami, na trhu najdeme však také dvouhlavé spinnery. Dále mohou mít kruhový, čtvercový či jiný atypický tvar.
Můžete se setkat i se spinnery, které ve tmě svítí či mají v sobě zabudované LED diody a při točení blikají.
Kvalita použitých materiálů
Rozhodující vliv na kvalitu spinneru má druh použitého ložiska a také vlastní hmotnost těla fidget spinneru (větší hmotnost = větší setrvačnost po roztočení). U levných fidget spinnerů se používají levná celokovová ložiska. U dražších typů ložiska kombinovaná (ocel-keramika) nebo celokeramická. Rozdíly v kvalitě jednotlivých kusů ložisek stejného typu jsou však dost výrazné.

## Spotřebitelské testy
Ve spotřebitelských testech bylo prokázáno, že některé spinnery mohou ohrožovat zdraví. Dánská spotřebitelská rada zveřejnila v září 2017 výsledky laboratorních testů, které u 4 z 12 testovaných spinnerů nalezly závažný problém, protože v nich byla vysoká koncentrace olova, uvolňovaly nikl nebo baterie v nich nesplňovala pravidla pro hračky.

## Dvojí rotace čtyřložiskových spinnerů
Ačkoli většina levných spinnerů, které dnes zaplavují výprodeje, má jediné ložisko, pro držení v prstech, původní trojramenný spinner měl ložiska čtyři:
- Za prostřední s úchytem se spinner drží mezi dvěma prsty,
- další tři, tedy po jednom ve vrcholu každého ze tří ramen.

Pak nejen že se při roztočení otáčelo středové ložisko, a to dlouho, díky velkému momentu setrvačnosti celého spinneru, nýbrž díky masivním nábojům vrcholových ložisek se svou setrvačností okamžitě roztočila i tato.[zdroj?] Vrcholová ložiska se sice při otáčení spinneru posouvají po společné kruhové dráze, díky své setrvačnosti si však zachovávají orientaci v prostoru. Tedy při zanedbání tření: Postupně se zpomaluje jak celý spinner, tak se časem i zastavují ložiska v ramenech, jejich středové náboje. Pro zlepšení tohoto efektu mají čtyřložiskové spinnery ve vrcholových ložiscích úmyslně masivní a těžké vnitřní kroužky. A při jejich barevném označení, například na čtvrtiny jako má terčík na crash test dummy nebo znak BMW, je prvotní efekt dobře pozorovatelný, než se terčíky postupně před očima také roztočí, tedy zpomalí vůči svým ložiskům.
Pro tento efekt dvojí rotace je však potřeba spinner kvalitní, s ložisky s minimálním třením, což však u levných výprodejových nemá smysl očekávat. Pro levnou výrobu, která neumožňuje dosáhnout potřebné kvality ložisek, a také pro snižování výrobnách nákladů obecně, už vlastně levné modely ani tolik ložisek nemají, jen jedno středové: Levní výrobci spinnerů na okrajová ložiska rezignovali.

### Pozorování dvojí rotace
Efekt dvojí rotace lze pozorovat
- přímým pohledem spíše při malých otáčkách spinneru, kdy je potřeba buď očima sledovat jeden terčík při jeho oběhu, tedy snáze ze vzdálenosti natažené paže, než z blízka, že se terčík neotáčí při svém oběhu kolem spinneru;
- pro snazší a zřetelnější pozorování, už naopak raději při větších otáčkách, lze použít stroboskop.

Frekvenci záblesků stroboskopu pak
- buď lze synchronizovat s otáčkami spinneru, pro pevnou pozici obrazu třeba i jen jednoho terčíku ze tří, například senzorováním výstupku přidaného na pozorovaný vrchol;
- anebo frekvenci ponechat stálou, obrazy ozářených terčíků se pak ale pod záblesky budou pohybovat, ba dokonce i měnit směr svého pohybu: jednak vlivem zpomalování spinneru, jednak vlivem vzorkovacího teorému, tedy se projeví stroboskopický jev. (viz obrázek výše)

Jednotlivá pole terčíků při pozorování lze identifikovat i konkrétně: Uvažujeme-li dvě světlá pole na čtvrťových terčících, stačí označit jediné světlé pole na každém terčíku. Nejpraktičtější jsou takové značky, jež se nepřekrývají (nekolidují), ani při překryvu obrazů všech tří terčíků, tedy například jako na šestibokých herních kostkách:
- Jedno světlé pole prvního terčíku označit puntíkem uprostřed,
- jedno světlé pole druhého terčíku označit například dvěma puntíky, na protilehlých stranách,
- jedno světlé pole třetího terčíku označit například čtyřmi puntíky, v rozích.

Výsledný obrazec při prolnutí všech tří obrazů bude vypadat jako 1 a 6 z herních kostek, ve tvaru „H“. Jde sice na první pohled o složité značení, zato se jím garantuje:
- rozlišitelnost a jednoznačná identifikovatelnost každého terčíku (id: 1, 2, 4);
- nabízí snazší strojové zpracování obrazců, kdy pro identifikaci terčíku pomocí OCR není potřeba fotografii pole otáčet, naopak stačí puntíky jen spočítat: Jednotlivé překrývající se obrazy pak lze určit jako použité bity z binárního kódu.

## Účinek spinnerů
Vlna zájmu o spinnery byla spojena se zprávami, že by měly údajně pomoci dětem s hyperaktivitou nebo dospělým při léčbě závislostí. Odborníci jsou k takovým tvrzením skeptičtí, podle psychologů nejsou k dispozici objektivní vědecké důkazy, že jde o víc než o běžnou hračku.